# Park Soo-bin
Park Soo-bin (coreà: 박수빈)  (c. 1989), també anomenada Subin Park, és una emprenedora sud-coreana i activista en favor dels drets de les persones amb discapacitat.

## Biografia
A l'edat de 4 anys, el cotxe en el que viatjava Park Soo-bin i la seva família va ser envestit per un altre vehicle que circulava en sentit contrari i va creuar la línia continua. Tots van resultar ferits, però Soo-bin va ser la pitjor parada, amb un diagnòstic de paraplegia. Tota la seva joventut va lluitar per valdre's per si mateixa i rebre els mínims ajuts possibles.
Va cursar Administració d'empreses a la Universitat Nacional de Seül. Això va suposar sortir de la seva rutina i de la zona de comfort, i haver de visitar llocs als què no sempre hi podia accedir. Temps després, el 2021, va unir-se a Lee Dae-ho per crear l'aplicació "Stair Crusher Club", que mostra un mapa amb comentaris dels usuaris sobre l'accessibilitat dels espais públics (carrers, bars i restaurants, cinemes, accés al transport públic, etc.).

## Reconeixements
Per la seva tasca en favor dels discapacitats, el 2024 va formar part de la llista internacional 100 Women de la BBC, que ressalta les dones més inspiradores i influents de l'any.